# Centralna Składnica Harcerska

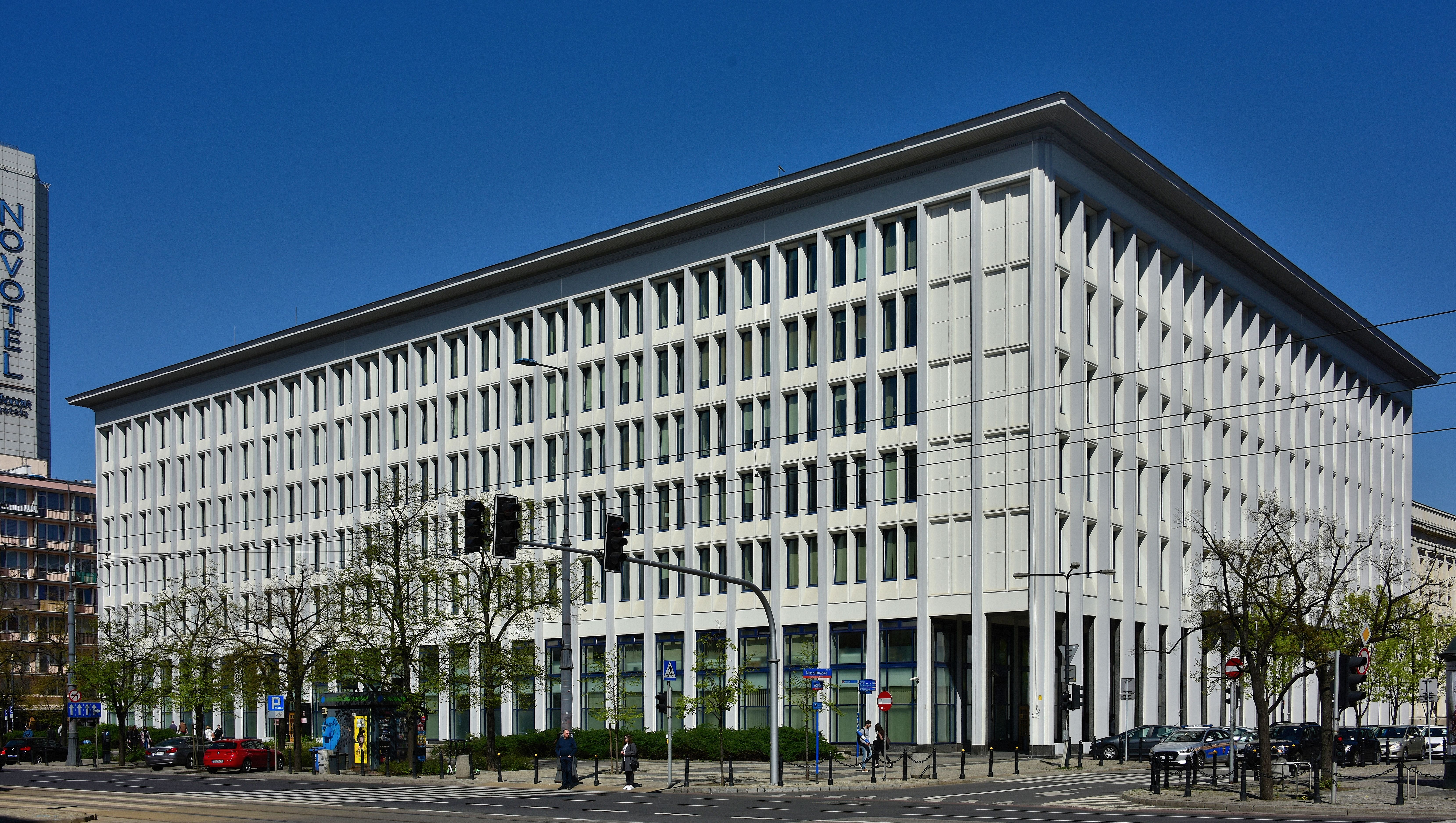
Budynek przy ul. Marszałkowskiej 82/84, w którym dawniej mieściła się siedziba warszawskiego oddziału CSH oraz Dom Handlowy „Harcerz” (obecnie Sąd Rejonowy dla m.st. Warszawy)

Centralna Składnica Harcerska – przedsiębiorstwo państwowe handlowe i produkcyjne powołane jako baza zaopatrzeniowa dla Związku Harcerstwa Polskiego, szkół i organizacji zajmujących się wychowaniem młodzieży. Przez długie lata podstawowe źródło zaopatrzenia dla modelarzy i młodych majsterkowiczów. CSH posiadała 15 oddziałów terenowych. Słynna była witryna Domu Handlowego „Harcerz” przy ulicy Marszałkowskiej 82/84 w Warszawie, w której można było oglądać ogromną, działającą makietę kolejki elektrycznej.
Protoplastą CSH była Spółdzielnia Harcerska „Czuj-Czyn”, która powstała na początku lat 30. XX  wieku i która otworzyła oddziały w większych miastach (na przykład łódzki oddział powstał ok. marca 1933 roku).
W 1989–1990 roku CSH miała 9 oddziałów (w Bydgoszczy, Katowicach, Krakowie, Lublinie, Poznaniu, Łodzi, Szczecinie, Warszawie i Wrocławiu) i 178 placówek detalicznych w całej Polsce.
W 2013 Centralna Składnica Harcerska zmieniła nazwę na: Centralna Składnica Harcerska „4 Żywioły” Sp. z o.o. i przyjęła nową identyfikację wizualną. Funkcjonuje jako oficjalna składnica ZHP – sklep z artykułami harcerskimi (w tym mundurowymi) i turystycznymi, prowadzący również sprzedaż internetową, należący do ZHP i wchodzący w skład tzw. Grupy ZHP.      

## Kalendarium działalności
- 18 stycznia 1957 – powołana decyzją Zarządu Głównego Okręgu Warszawskiego ZSS „Społem” – jako spółdzielnia w ramach struktur organizacyjnych Okręgowego Związku Spółdzielczości Spożywców „Społem” Warszawa-Miasto.
- 1 stycznia 1958 – wyłączona organizacyjnie z Oddziału Okręgowego ZSS i podporządkowana Centrali „Społem”.
- 13 kwietnia 1959 – zbycie przedsiębiorstw i spółdzielni harcerskich prowadzonych przez CSH na rzecz ZHP.
- 7 czerwca 1959 – uchwałą Naczelnej Rady Harcerskiej powołana została Organizacja Gospodarcza ZHP pod nazwą Centralna Składnica Harcerska.
- 29 czerwca 1965 – Minister Handlu Wewnętrznego utworzył Przedsiębiorstwo Państwowe – Centralna Składnica Harcerska.
- 2002 – zakończenie działalności[potrzebny przypis]